# أديس باهتيار أوغلو
أديس باهتيار أوغلو (بالتركية: Ediz Bahtiyaroğlu)‏‏ (2 يناير 1986 - 5 سبتمبر 2012) هو لاعب كرة قدم تركي، لعب قبل وفاته مع نادي إسكيشهرسبور في الدوري التركي الممتاز.

## وصلات خارجية
- أديس باهتيار أوغلو على موقع الاتحاد الأوربي (الإنجليزية)
- أديس باهتيار أوغلو على موقع اتحاد تركيا (لاعب) (الإنجليزية)
- أديس باهتيار أوغلو على موقع قاعدة بيانات كرة القدم.إي يو (الإنجليزية)
- أديس باهتيار أوغلو على موقع عالم كرة القدم.نت (الإنجليزية)

- أديس باهتيار أوغلو على موقع الاتحاد الأوربي (الإنجليزية)
- أديس باهتيار أوغلو على موقع اتحاد تركيا (لاعب) (الإنجليزية)
- أديس باهتيار أوغلو على موقع قاعدة بيانات كرة القدم.إي يو (الإنجليزية)
- أديس باهتيار أوغلو على موقع عالم كرة القدم.نت (الإنجليزية)